# Pitkä-Kaito
Pitkä-Kaito är en ö i Finland. Den ligger i sjön Saimen och i kommunen Villmanstrand i den ekonomiska regionen  Villmanstrands ekonomiska region  och landskapet Södra Karelen, i den södra delen av landet, 220 km nordost om huvudstaden Helsingfors. Öns area är 27,9 hektar och dess största längd är 2,1 kilometer i sydöst-nordvästlig riktning.